# Diuris orientis
Diuris orientis är en orkidéart som beskrevs av David Lloyd Jones. Diuris orientis ingår i släktet Diuris och familjen orkidéer. Inga underarter finns listade i Catalogue of Life.